# Estadio (Chile)
Estadio fue una revista deportiva editada en Chile con contenido especializado en fútbol chileno y otros deportes. Ha sido reconocida como la «principal publicación deportiva en Chile» y contribuyó de manera decisiva a su masificación, siendo la con mayor continuidad al extenderse por 41 años entre el 12 de septiembre de 1941 y el 5 de octubre de 1982, alcanzando 2.043 ediciones numeradas e incluyó cinco especiales, totalizando 2.048 números.
Su redacción estaba ubicada en Avda. Santa María 76, Providencia, Santiago. Entre sus secciones habituales destacaban las notas de Megáfono, Don Pampa, Jumar (seudónimo de Julio Martínez), Pancho Alsina y las aventuras de Cachupín.

## Historia

### Inicios (1941-1962)
En 1941 la afición al deporte iba creciendo por parte del público masivo en Chile. El gran impulso fue dado en el verano con el Campeonato Sudamericano de Fútbol realizado en el nuevo Estadio Nacional de Santiago, que fue un éxito de asistencia. Además, el ingreso del balompié chileno al mundo de las tácticas -gracias al director técnico húngaro Franz Platko y la «Táctica del WM», que aplicó en el club Colo-Colo- necesitaba que alguien explicara sus variantes para que la afición lo entendiera. En dicho contexto apareció en escena el 12 de septiembre de ese año la revista Estadio, que acercó el deporte a todos los estratos de la sociedad. Si bien mantuvo siempre su independencia de cualquier ideología política, apoyó decididamente la prioridad deportiva impulsada por Pedro Aguirre Cerda para alejar a la población de los vicios y dada por los gobiernos radicales (1938-1952), declarando su afán de «contribuir a la campaña de chilenidad y mejoramiento de la raza en que está empeñado el presidente».

Quien sabe del calor de una lucha deportiva, quien conoce del esfuerzo grande en que músculo y cerebro unidos buscan una victoria en el deporte, está especialmente dotado para triunfar, procrear hijos sanos y ser útiles a su patria.
Número inaugural.

Elaborada en un departamento de la calle Lirios 375 (entre Teatinos y Compañía) en la comuna de Santiago, la naciente publicación se definió como Revista Gráfica de Deportes. Sus redactores dirigidos por don Alejandro Jaramillo Neumann, no solo analizaban lo evidente, también estudiaban los antecedentes e interpretaban para la comprensión de su lectores. Así, del mero relato cronológico se pasó al comentario analítico.
Gracias al interés que obtuvo entre el público, a partir del segundo número se encargó de su impresión y distribución a todo el país la Editorial Zig-Zag. Siempre con Jaramillo como director, trabajaban Carlos Guerrero Guerrero Don Pampa, el director técnico Alejandro Scopelli, que oficiaba de corresponsal en viaje y el periodista argentino Félix Daniel Frascara Frascarita, que trabajaba en El Gráfico y despachaba la actualidad de la otra ladera de la Cordillera de los Andes.
En 1943 se unió Alberto Buccicardi, exfutbolista de Universidad Católica, quien con sus notas instruía sobre táctica y estrategia. Dos años después se sumó don Renato González Moraga, Mister Huifa o Pancho Alsina, una de las mejores plumas que ha tenido el periodismo deportivo chileno. También se unieron al personal, los periodistas José María Navasal (Pepe Navas) y Antonino Vera Riquelme (A.V.E.R).
Este equipo se reforzó en julio de 1950 (tras el Mundial de Brasil), con los periodistas Julio Martínez Prádanos, Raúl Hernán Leppé y Homero Ávila (Hoasi).

### Independencia
A la revista Estadio se le elogia su aporte en la difusión del deporte gracias a sus editoriales que impulsaban, entre otras ideas, la discusión de una Ley del Deporte.
También, fiel a su independencia, en 1957 Estadio no titubeó en denunciar los escándalos de la Selección Chilena de Fútbol en el Campeonato Sudamericano de Lima que culminó con la suspensión y expulsión de varios jugadores de ese plantel. Un año después dio cuenta de irregularidades en la Federación Chilena de Boxeo, que derivó en una intervención del Gobierno.

### Época de cambios (1962-1976)
Entre 1962 y 1969, Estadio competía con otra revista, Gol y Gol. Ambas publicaciones estaban bajo el alero de Editorial Zig-Zag, que tras una dilatación en su decisión final, la cerró.
Poco después, Alejandro Jaramillo se retiró del periodismo deportivo y en su reemplazo, asumió Don Antonino Vera Riquelme, reconocido como el autor de los parámetros éticos y periodísticos que distinguían a la revista. El equipo se reforzó con los primeros periodistas egresados de la Universidad Católica como Julio Salviat Wetzig y Edgardo Marín.
En noviembre de 1970, el gobierno de Salvador Allende adquirió el 40% de Empresa Editorial Zig-Zag S.A. para crear la Empresa Editora Nacional Quimantú Ltda., dirigida por el sociólogo belga Armand Mattelart, autor del célebre ensayo Para leer al Pato Donald. A pesar de su estrecha relación con el gobierno de la Unidad Popular, Mattelart no intervino en los contenidos de Estadio, evitando una suerte de tendencia de acuerdo al momento.
Dos meses después del Golpe de Estado del 11 de septiembre de 1973, Empresa Editora Nacional Quimantú pasó a llamarse Empresa Editora Nacional Gabriela Mistral Ltda. Aún en el nuevo orden, la revista no perdió su independencia y no tuvo anestesia para denunciar las reyertas directivas en el fútbol chileno. Durante el año 1974, durante tres meses, Estadio repitió el competir con una nueva revista deportiva publicada por Producción Publi-Pop Ltda., el semanario Ases.

### El final (1976-1982)
En septiembre de 1976, problemas económicos derivados en la baja en las ventas urgió buscar publicidad para mantener el flujo. Surgió (tras una reunión de Antonino Vera, Edgardo Marín y Julio Salviat con Francisco Fluxá y Vittorio Yaconi, representantes del grupo Fluxá-Yaconi), la Sociedad de Publicaciones Deportivas Ltda. El empujón logró buenos resultados al contabilizar mayor tiraje de ejemplares. Un año después (1977), la intervención al grupo Fluxá-Yaconi de Bancosorno, motivó una reestructuración de la sociedad, naciendo Sociedad Editora Estadio Ltda.
En abril de 1977 apareció en los quioscos, la revista deportiva Foto Sport, dirigida por el fallecido periodista y relator deportivo Hernán Solís Valenzuela, un nuevo intento para quitarle público a Estadio, de Fernández y Solís S.A., pero de poca duración. Desapareció en febrero de 1979.
El punto de inflexión sucedió poco después, en mayo de 1979, cuando la Editora Nacional Gabriela Mistral (tras decidir darle otro cariz a la revista, un toque más informal) decidió no renovarle contrato a Antonino Vera. Ante esta afrenta, la mayoría del equipo (encabezado por Salviat y Marín) se solidarizó con Vera y renunciaron a sus cargos.
En esa coyuntura asumió el connotado periodista y relator deportivo Hernán Solís Valenzuela, con quien los cambios se notaron en poco tiempo: Del lenguaje complejo y técnico, se pasó a uno de mayor impacto periodístico, visualizando la nueva mirada innovativa de cómo llegar a las audiencias amplias. Pero a veces adelantarse mucho a los tiempos no implica el éxito. Hernán Solís manifestaba que su objetivo era llegar a todo el público y no a un nicho específico.
El 16 de junio de 1981, al amparo de la euforia futbolera producida por la clasificación de la Selección Chilena al mundial de España '82 comienza a circular el semanario deportivo Deporte Total publicado por la Sociedad Editora Revista VEA Ltda. En 1981, la Editora Gabriela Mistral entró en una crisis económica y vendió todas sus marcas, manteniendo solo a Estadio. Una sola revista para una gran editorial era imposible de financiar y a fines de 1981, Hernán Solís decidió renunciar a su cargo de director de la revista. Ante la grave crisis económica en Chile de 1982, la Sociedad Editorial Revista Network Ltda. decidió cerrar la revista Estadio para siempre, luego de cumplir 41 años, el 5 de octubre de 1982.
Cabe mencionar que en 2003 para darle continuidad a la revista Estadio, se publicó la revista titulada Nueva Era Revista Estadio, que además de dar cabida en sus páginas a variados deportes, recreó las historietas de Cachupín y la sección Migajas. Cabe decir con un contenido moderno y contemporáneo, que resultó un total fracaso.

### Ediciones especiales
- El Fútbol en el Mundo, publicada el 15 de mayo de 1962, con 132 páginas.
- Aniversario: 25 Años de Publicación (Bodas de Plata), publicada el 19 de diciembre de 1966, con 100 páginas.
- Colo Colo: Campeón 1981, publicada el 28 de enero de 1982, con 68 páginas.
- Colo Colo: 57 Años con Chile, publicada el 16 de abril de 1982, con 62 páginas.
- Mundial de España '82: Las 24 Selecciones, publicada el 11 de junio de 1982, con 110 páginas.

## Directores
Los siguientes han sido los directores de la revista:
| Nombre                                         | Periodo                                       | Números de la revista |
| ---------------------------------------------- | --------------------------------------------- | --------------------- |
| Alejandro Jaramillo Neumann                    | 12 de septiembre de 1941-9 de octubre de 1969 | 1-1371                |
| Antonino Vera Riquelme, como director interino | 16 de octubre de 1969-6 de noviembre de 1969  | 1372-1375             |
| Antonino Vera Riquelme                         | 13 de noviembre de 1969-6 de junio de 1979    | 1376-1869             |
| Hernán Solís (de Ovando) Valenzuela            | 13 de junio de 1979-2 de diciembre de 1981    | 1870-1999             |
| Reginald Budd Gaubert                          | 9 de diciembre de 1981-16 de marzo de 1982    | 2000-2014             |
| Hendrick Karich Jacomet                        | 23 de marzo de 1982-5 de octubre de 1982      | 2015-2043             |

## Seudónimos periodísticos
Una de las tradiciones que arraigó la revista Estadio fue el hecho que sus redactores firmaran sus notas con seudónimos. Estos, en todo caso, variaban según la disciplina de las que escribían la crónica. Así, por ejemplo, Antonino Vera mientras firmaba como A.V.E.R., al escribir de fútbol y cuando lo hacía en boxeo se identificaba como Guante.
| Periodista                  | Seudónimos                                                  |
| --------------------------- | ----------------------------------------------------------- |
| Alejandro Jaramillo Neumann | Centro Half, Gualetazo y A.J.N.                             |
| Antonino Vera Riquelme      | A.V.E.R., Guante, Megáfono y A.V.R.                         |
| Renato González Moraga      | Mister Huifa, Pancho Alsina, Ticiano, Rincón Neutral y R.N. |
| Carlos Guerrero Guerrero    | Don Pampa, Tata Nacho, Ron, Pitazo, D.P. y C.C.G.           |
| Julio Martínez Prádanos     | Jumar y J.M.                                                |
| Alberto Buccicardi          | Albudi, Brabante, Borax y A.B.F.                            |
| José María Navasal          | Pepe Navas y Juan del Potrero                               |
| Alejandro Scopelli          | Axel                                                        |
| Charles Bown Shirer         | Caracol, Chamanto y C.B.S.                                  |
| Edgardo Marín Méndez        | Edmar y Emar                                                |
| Julio Salviat Wetzig        | Jusal                                                       |
| Víctor Alonso Fernández     | Don Nadie y Max Finta                                       |
| Homero Ávila Silva          | Hoasi                                                       |

## Legado
Los 41 años de existencia de la revista Estadio se proyectaron en el tiempo no solo por el abundante e interesante archivo que significa sus 2048 publicaciones. También son sinónimo de un legado que, sin aspavientos, fortaleció y consolidó al Periodismo Deportivo chileno. Esta herencia se puede resumir en los siguientes ítems:
- El principal legado de Estadio fue la profesionalización del ya mencionado Periodismo Deportivo chileno. Antes se pensaba que las crónicas deportivas solo estaban destinadas a los fanáticos, sin embargo la rigurosidad en el tratamiento de la información más la crítica juiciosa y objetiva lograron que el deporte –y, por ende, su especialización periodística- fuera transversal en toda la sociedad.
- Estadio dio lecciones de cómo se debe hacer Periodismo Deportivo, tal como Ercilla lo hizo con el periodismo político o Ecran en el de Espectáculos.
- La revista ayudó a comprender los avances en el deporte, como el explicar las tácticas de los equipos de fútbol a los lectores.
- También hay un legado ético-profesional y de principios consecuentes que formaron el modelo periodístico que caracterizó a Estadio.
- Hasta antes de los complicados períodos de principios de los '80, Estadio demostró siempre independencia de los grupos de poder, nacionalismos y triunfalismos. Esto le otorgó imparcialidad, porque defendía el valor de informar, como lo fue la denuncia de los escándalos de la Selección Chilena en el Sudamericano de 1957.